# Berta Hrubá
Berta Hrubá   (Praga, 8 d'abril de 1946 - Praga, 24 de juliol de 1998) va ser una jugadora d'hoquei sobre herba txeca que va competir sota la bandera de Txecoslovàquia durant les dècades de 1970 i 1980.
El 1980 va prendre part en els Jocs Olímpics de Moscou, on guanyà la medalla de plata en la competició d'hoquei sobre herba.